# Hérimoncourt
Hérimoncourt je naselje in občina v francoskem departmaju Doubs regije Franche-Comté. Leta 2006 je naselje imelo 3.861 prebivalcev.

## Geografija
Kraj leži v pokrajini Franche-Comté v bližini meje s Švico, 12 km jugovzhodno od središča Montbéliarda.

## Uprava
Hérimoncourt je sedež istoimenskega kantona, v katerega so poleg njegove vključene še občine Abbévillers, Autechaux-Roide, Blamont, Bondeval, Dannemarie, Écurcey, Glay, Meslières, Pierrefontaine-lès-Blamont, Roches-lès-Blamont, Seloncourt, Thulay, Vandoncourt in Villars-lès-Blamont s 16.383 prebivalci.
Kanton Hérimoncourt je sestavni del okrožja Montbéliard.